# Забид

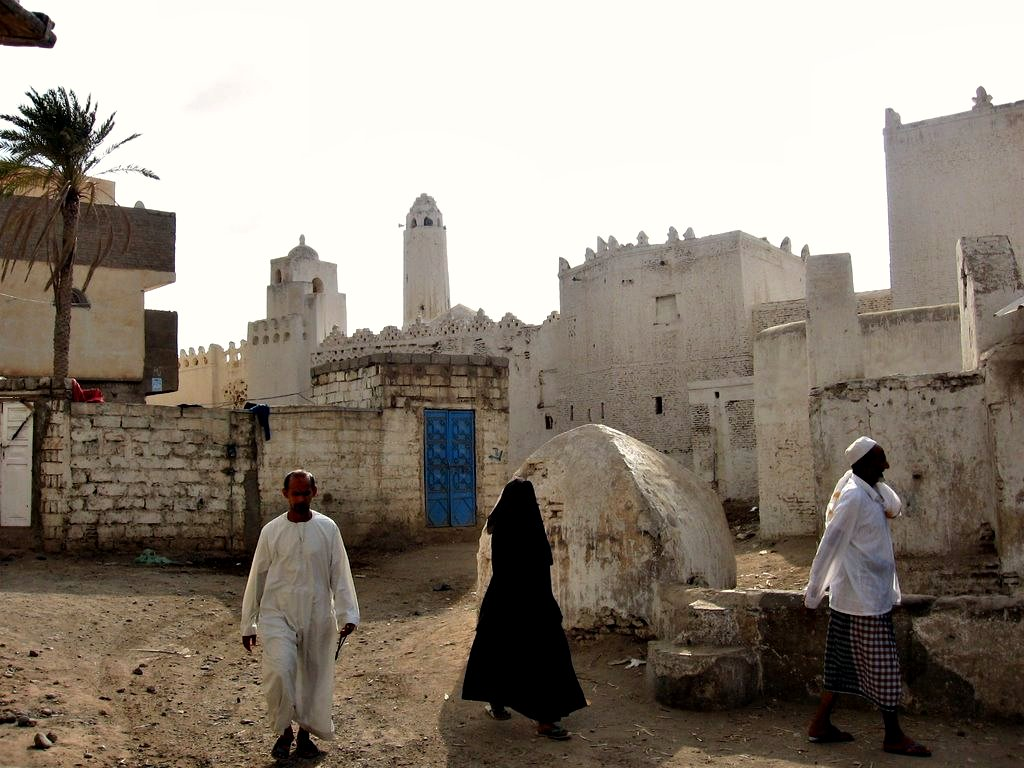
Забид.

Заби́д (известный также как Зебид) — древний город в Йемене с численностью населения 8000 жителей. Забид назван в честь одноимённого вади к югу от города. Находится в мухафазе Ходейда.
Город являлся столицей государства Зиядидов в период с 819—820 по 1017—1018 годы и Наджахидов с 1021—1022 по 1158—1159 года.
Основатель династии Махдидов Али ибн аль-Махди явился из района Тихамы, где он вёл отшельнический образ жизни пока не провозгласил себя прямым потомком праведного халифа Али ибн Абу Талиба и исламским пророком. Около 1150 года Али ибн аль-Махди во главе своих сторонников, которых он называл ансарами («сторонниками») и мухаджирами («переселенцами»), поднял восстание против слабеющего государства Наджахидов и начал захватывать их крепости и поселения. В 1159 году Махдиды заняли Забид. При Абд ал-Наби государство Махдидов распространилось на весь Западный Йемен и в 1172 году Абд ал-Наби подступил к Адену, находящемуся во владении династии Зурайидов, однако взять его не смог, потерпев поражение от объединённых сил Зурайидов и Хамданидов. В скором времени, воспользовавшись внутренними междоусобицами, в Йемен вторглась айюбидская армия во главе с братом султана Салах ад-Дина Шамс ад-дином Туран-шахом. В мае 1174 года Туран-шах после двухдневного штурма взял Забид. Абд ал-Наби и два его брата были взяты в плен и через девять месяцев были казнены в Адене.
Уже в период XIII—XV веков являлся столицей Йемена. В городе был известный университет, который был центром исламской науки.
В 1993 году город внесён в список Всемирного наследия ЮНЕСКО, а в 2000 году внесён в «красный список».